# Saint-Pierre-de-Semilly

Saint-Pierre-de-Semilly este o comună în departamentul Manche, Franța. În 1 ianuarie 2022 avea o populație de 428 de locuitori.